# مايلز ديرينغ
مايلز ديرينغ (بالإنجليزية: Myles Deering)‏ هو ضابط أمريكي، ولد في 1953.